# Izland az 1980. évi nyári olimpiai játékokon
Izland a szovjetunióbeli Moszkvában megrendezett 1980. évi nyári olimpiai játékok egyik részt vevő nemzete volt. Az országot az olimpián 3 sportágban 9 sportoló képviselte, akik érmet nem szereztek.

## Atlétika
Férfi
| Versenyző        | Versenyszám | Előfutam | Előfutam | Előfutam | Negyeddöntő | Negyeddöntő | Negyeddöntő | Elődöntő | Elődöntő | Elődöntő | Döntő   | Döntő    |
| Versenyző        | Versenyszám | Idő      | Hely.    | Össz.    | Idő         | Hely.       | Össz.       | Idő      | Hely.    | Össz.    | Idő     | Helyezés |
| ---------------- | ----------- | -------- | -------- | -------- | ----------- | ----------- | ----------- | -------- | -------- | -------- | ------- | -------- |
| Oddur Sigurðsson | 100 m       | 10,94    | 7.       | 45.      | kiesett     | kiesett     | kiesett     | kiesett  | kiesett  | kiesett  | kiesett | kiesett  |
| Oddur Sigurðsson | 400 m       | 47,39    | 5.       | 19.      |             |             |             | kiesett  | kiesett  | kiesett  | kiesett | kiesett  |
| Jón Diðriksson   | 800 m       | 1:51,1   | 6.       | 28.*     |             |             |             | kiesett  | kiesett  | kiesett  | kiesett | kiesett  |
| Jón Diðriksson   | 1500 m      | 3:44,34  | 7.       | 19.      |             |             |             | kiesett  | kiesett  | kiesett  | kiesett | kiesett  |

| Versenyző          | Versenyszám   | Selejtező             | Selejtező             | Döntő    | Döntő    |
| Versenyző          | Versenyszám   | Eredmény              | Helyezés              | Eredmény | Helyezés |
| ------------------ | ------------- | --------------------- | --------------------- | -------- | -------- |
| Hreinn Halldórsson | Súlylökés     | 19,74 m               | 9.                    | 19,55 m  | 10.      |
| Óskar Jakobsson    | Súlylökés     | 19,66 m               | 11.                   | 19,07 m  | 11.      |
| Óskar Jakobsson    | Diszkoszvetés | érvényes dobás nélkül | érvényes dobás nélkül | kiesett  | kiesett  |

* - egy másik versenyzővel azonos eredményt ért el

## Cselgáncs
| Versenyző            | Versenyszám  | Csoport | 32-es főtábla                | Nyolcaddöntő               | Negyeddöntő                   | Elődöntő          | Vigaszág negyeddöntő | Vigaszág elődöntő | Bronz- mérkőzés   | Döntő             | Helyezés |
| Versenyző            | Versenyszám  | Csoport | Ellenfél Eredmény            | Ellenfél Eredmény          | Ellenfél Eredmény             | Ellenfél Eredmény | Ellenfél Eredmény    | Ellenfél Eredmény | Ellenfél Eredmény | Ellenfél Eredmény | Helyezés |
| -------------------- | ------------ | ------- | ---------------------------- | -------------------------- | ----------------------------- | ----------------- | -------------------- | ----------------- | ----------------- | ----------------- | -------- |
| Halldór Guðbjörnsson | Könnyűsúly   | A       | Paul Diop (MLI) · GY         | Edward Alkśnin (POL) · V   | kiesett                       | kiesett           |                      |                   |                   |                   | 12.      |
| Bjarni Friðriksson   | Félnehézsúly | A       | Paníkosz Evripídu (CYP) · GY | Dendeviin Amgaa (MGL) · GY | Rolando José Tornes (CUB) · V | kiesett           |                      |                   |                   |                   | 11.      |

## Súlyemelés
| Versenyző          | Versenyszám | Szakítás | Szakítás | Lökés                    | Lökés                    | Összesen | Helyezés |
| Versenyző          | Versenyszám | Eredmény | Helyezés | Eredmény                 | Helyezés                 | Összesen | Helyezés |
| ------------------ | ----------- | -------- | -------- | ------------------------ | ------------------------ | -------- | -------- |
| Þorsteinn Leifsson | 82,5 kg     | 125,0    | 17.      | érvényes kísérlet nélkül | érvényes kísérlet nélkül | kiesett  | kiesett  |
| Guðmundur Helgason | 90 kg       | 135,0    | 13.      | 160,0                    | 13.                      | 295,0    | 13.      |
| Birgir Borgþórsson | 100 kg      | 147,5    | 13.      | 182,5                    | 11.                      | 330,0    | 12.      |